# Ценовая политика
Ценова́я поли́тика — это принципы и методики определения цен на товары и услуги.
Выделяют микро- (на уровне фирмы) и макро- (в сфере государственного регулирования цен и тарифов) уровни формирования цен.

## Ценовая политика фирмы
Ценовая политика фирмы формируется в рамках общей стратегии фирмы и включает ценовую стратегию и тактику ценообразования.
Ценовая стратегия предполагает позиционирование предлагаемого продукта на рынке. Выделяют различные подходы к определению целевого сегмента и построению стратегии (матрица Ансоффа, матрица БКГ, матрица Портера). Также в рамках ценовой стратегии выбираются используемые методики определения (установления) цены, а также формы ценовой дискриминации.
В дальнейшем в рамках реализации стратегии разрабатываются тактические мероприятия (для стимулирования продаж), включая системы ценовых скидок и неценовых поощрений покупателей.
В ходе реализации ценовой политики руководство фирмы должно корректировать непосредственные мероприятия и следить за временем изменения стратегии. Цены активно используются в конкурентной борьбе для обеспечения достаточного уровня прибыли. Определение цен товаров и услуг является одной из важнейших проблем любого предприятия, так как оптимальная цена может обеспечить его финансовое благополучие. Проводимая политика цен во многом зависит от вида предлагаемых предприятием товаров или услуг. Она формируется в тесной связи с планированием производства товаров или услуг, выявлением запросов потребителей, стимулированием продаж. Цена должна устанавливаться таким образом, чтобы, с одной стороны, удовлетворять нужды и потребности покупателей, а с другой — способствовать достижению поставленных предприятием целей, заключающихся в обеспечении поступления достаточных финансовых ресурсов.
Ценовая политика направлена на установление таких цен товаров и услуг в зависимости от складывающейся рыночной конъюнктуры, которые позволят получить запланированный предприятием объём прибыли и решить другие стратегические и оперативные задачи.
В рамках общей политики ценообразования решения принимаются в соответствии с положением на целевом рынке предприятия, методами и структурой маркетинга. Общая ценовая политика предусматривает осуществление скоординированных действий, направленных на достижение долго- и краткосрочных целей предприятия. При этом его руководство определяет общую ценовую политику, увязывая в интегрированную систему отдельные решения: взаимосвязь цен товаров в рамках номенклатуры фирмы, частоту использования специальных скидок и изменения цен, соотношение цен с ценами конкурентов, выбор метода установления цен новых товаров.
Определение политики ценообразования базируется на основе следующих вопросов:
- какую цену мог бы заплатить за товар покупатель;
- как влияет на объём продаж изменение цены;
- каковы составляющие компоненты издержек;
- каков характер конкуренции в сегменте рынка;
- каким должен быть уровень пороговой цены (минимальной), обеспечивающий безубыточность фирмы;
- какую скидку можно предоставить покупателям;
- повлияют ли на увеличение объёма продаж доставка товара и другие дополнительные услуги.

Общая политика предприятия в итоге должна быть направлена на удовлетворение конкретных потребностей человека. Однако, если потребитель колеблется, какому товару отдать предпочтение, основываясь зачастую на неосознанных соображениях, предприятие посредством проведения активной сбытовой политики должно попытаться повлиять на его выбор в пользу своей продукции. Поэтому определение ценовой политики представляет собой одно из важнейших направлений практической деятельности предприятия, так как при любых условиях недопустимо устанавливать цены без серьёзного анализа возможных последствий каждого из вариантов решения данного вопроса.
Ценовая политика отражает общие цели фирмы, которые она стремится достичь, формируя цены своей продукции. Политика цен — это общие принципы, которых предприятие собирается придерживаться в сфере установления цен своих товаров или услуг.
С помощью различных методов ценообразования устанавливают конкретную цену в зависимости от определённых обстоятельств или поставленных целей. Для принятия окончательного решения по ценам менеджер должен рассмотреть все предлагаемые варианты расчета цен.
В процессе установления цены продукции предприятие (фирма) должно четко определить цели, которые оно хочет достичь. Чем яснее представление о них, тем легче устанавливать цены новой продукции. К возможным целям ценовой политики относятся:
- обеспечение выживаемости фирмы;
- максимизация текущей прибыли;
- завоевание лидерства по показателю «доля рынка»;
- завоевание лидерства по показателю «качество продукции»;
- политика «снятия сливок»;
- краткосрочное увеличение объёмов сбыта продукции.

При анализе цены конкурента основное внимание должно быть обращено на систему скидок, которые он предоставляет. В мировой практике насчитывается около 20 видов скидок с цены:
- Бонусные скидки за оборот даются постоянным покупателям в зависимости от оборота продаж.
- Прогрессивные скидки предоставляются покупателю за количество, объём покупки, серийность.
- Товарообменный зачёт или скидка предоставляется за возврат старого, ранее купленного у данной фирмы товара.
- Экспортная скидка при продаже товара на экспорт.
- Функциональные скидки или скидки в сфере торговли предоставляются производителям службами товародвижения за выполнение определённых функций.
- Специальные скидки даются продавцом тем покупателям, в которых продавец более заинтересован.
- Скрытые скидки предоставляются покупателю в виде бесплатных образцов (пробников и пр.).

## Ценовая политика государства
На уровне экономической системы устанавливаются общие принципы формирования цен в стране (административно или на основе рыночного механизма). В дальнейшем правительство может вмешиваться в ценообразование отдельных предприятий как в рамках антимонопольной политики (тарифная политика), так и в рамках поддержания стабильности цен (ценовые ограничения).

### Государственная тарифная политика
Данный вид политики реализуется в рамках антимонопольной деятельности и поддержки конкуренции на рынках. Как правило, тарифная (ценовая) политика используется при регулировании естественных монополий.

### Ценовые ограничения
Используются правительством для удержания инфляции (во Франции в 1960-е годы в рамках индикативного планирования), а также для поддержания малоимущих граждан в условиях высокой инфляции (ограничения на рост цен на товары первой необходимости).